# Угерсько
Уге́рсько (у 1946 — 1993 роках — Яблунівка) — село у Стрийському районі Львівської області.

## Розташування
Село Угерсько знаходиться у смузі Прикарпаття, 280 метрів над рівнем моря. Лежить на річці Стрий.

## Назва
Первинна назва села — Угерсько, але 7 травня 1946 року його було перейменовано на Яблунівка. За переказами старожилів, с. Угерсько мало назву «Угрини» в другій половині ХІІ ст.

## Історія
Перша згадка за архівними документами про село Угерсько датується 1481 роком. А 19 лютого 1526 року в документі згадується, що Угерсько існувало в Давньоруській державі. З села Угерсько втік в опришки бідний селянин на ймення Довбушок. Втік тому, що скарав пана, якому тоді належало село.

### ЧасиАвстро-Угорщини
1787 року село Угерсько було віддано Станіславу Гороневському за село Туря Велика і Болехів Казимиром Понятовським.
Школи в селі не було, але на території села було побудовано три корчми. Селяни продавали свої клаптики землі корчмарям-лихварям. На території села знаходився водяний Біндіїв млин.
1866 року в селі було закладено фундамент початкової народної школи. 1867 року вчителем було призначено Павла Жемхівського. Закінчено будову 1881 року.
Територія громади села займала 1404 га землі, панський двір — 675 га, село налічувало 75 будинків, 250-літню церкву, яка 1920 р. була розібрана. З 1871 до 1895 року багато молодих людей стали грамотними завдяки вчителю Петру Гнатику. За допомоги священника Льва Горалевича в селі була заснована читальня.
1907 року в селі заснували пожежно-спортивне товариство «Сокіл». На цей час у селі було сформовано два табори селян. Було багато бідних селян, які часто бували у корчмі, більшість з них були змушені виїхати на заробітки до США. Очільники села мали на меті знищити пияцтво, а потім різними шляхами підвищувати рівень освіченості селян, покращити їхній добробут. Із села 1905 р. два чоловіка закінчили гімназію, це Ярослав Горалевич — син священика і Євген Гнатик — син учителя. Ними було засновано драматичний і хоровий гуртки.
1911 року церковний комітет звернувся з проханням на дозвіл будови нової церкви Воскресіння Господнього. Відповідальним інженером був львівський архітектор — Олександр Лушпинський. Будівництво тривало з 1 травня 1912 до кінця 1913 року. Закупили годинник за кошти емігрантів, що жили в Америці.

### Світові війни
Після розпаду Австро-Угорщини 1918 року владу взяли національні українські сили, згодом землі окупувала Польща. У цей час польськими легіонерами був замучений парох села о. Лев Горалевич та вбита його донька.
З 1 серпня 1934 до 1939 року було центром Угерської гміни Стрийського повіту Станиславівського воєводства Польської республіки.
2 липня 1941 року село окупували німецькі війська. Під окупацією село перебувало 3 роки. Нацисти заслали в Німеччину чимало жителів для виконання важких робіт. Проте вони відступили після наближення Червоної армії.

### СРСР

Пам'ятник Шевченку та Франку

10 листопада 1948 року в с. Угерську заснували колгосп «Радянська Україна», який згодом перейменували в «Прогрес».
9 травня 1968 року в селі відкрили обеліск Слави на честь загиблих на війні. У центрі села учні посадили парк. На території села є низка промислових підприємств. Найстаріше з них — спиртозавод (1911), комбікормовий завод (1972) та пекарня (1967).
На початку серпня 1987 року розпочато будівництво нової школи. 1988 року в селі відбулося районне свято «В оновленому краї», де відбулося відкриття новозбудованого соціально-культурного комплексу, до складу якого ввійшли школа, навчальний корпус для шестиліток, плавальний басейн, будинок культури, приміщення виконкому сільської Ради народних депутатів та реконструйовані будинку побуту та магазин, стадіон і площа.
У травні 1989 року розпочали будівництво пам'ятника Т. Г. Шевченку та І. Я. Франку, за проєктом архітектора Ореста Стасули, а в жовтні того ж року його відкрили. 3 листопада 1991 року відкрили пам'ятник першому директору Володимиру Кульчицькому.

## Політика

### Парламентські вибори, 2019
На позачергових парламентських виборах 2019 року у селі функціонувала окрема виборча дільниця № 461502, розташована у приміщенні будинку культури.
Результати
- зареєстровано 1358 виборців, явка 61,41%, найбільше голосів віддано за «Голос» — 32,97%, за «Слугу народу» — 22,54%, за «Європейську Солідарність» — 10,91%.[3] В одномандатному окрузі найбільше голосів отримав Андрій Гергерт (Всеукраїнське об'єднання «Свобода») — 30,36%, за Андрія Кота (самовисування) — 16,27%, за Володимира Наконечного (Слуга народу) — 12,89%[4].

## Населення

### Мова
Розподіл населення за рідною мовою за даними перепису 2001 року:
| Мова       | Кількість | Відсоток |
| ---------- | --------- | -------- |
| українська | 1666      | 98.99%   |
| російська  | 13        | 0.77%    |
| польська   | 2         | 0.12%    |
| білоруська | 1         | 0.06%    |
| німецька   | 1         | 0.06%    |
| Усього     | 1683      | 100%     |

## Сучасність
Село активно бере участь у різних культурних та спортивних заходах, що проводяться в районі і області. Діють спортивна школа «Колос», шаховий клуб та є дві футбольні команди.
Сезон 2007—2008 — футбольна команда «Газовик» (Угерсько) стала чемпіоном Стрийського району.
Сезон 2008—2009 — футбольна команда села стала переможцем кубка серед сільських рад Стрийського району.

## Уродженці
- Галайчук Богдан-Тадей (1911—1974) — український правник, політолог, публіцист, науковець.
- Данчевський Володимир Якимович (1936) — колишній народний депутат України.
- Каваців Ярема Володимирович (1986) — український футболіст.
- Скрут Володимир Григорович (1892—1967) — український підприємець-кондитер та благодійник.
- Василечко Сергій Васильович (2000) — учасник російсько-української війни.